# Shantae: Half-Genie Hero
Shantae: Half-Genie Hero (стилизовано как Shantae: ½ Genie Hero) — компьютерная игра в жанре метроидвании. Игра разработана студией WayForward Technologies для PlayStation 4, PlayStation Vita, Wii U, Switch, Windows и Xbox One. Это четвёртая игра в серии Shantae, сиквел Shantae and the Pirate's Curse.
Деньги на создание игры были собраны на краудфандинговом сервисе Kickstarter, и хотя кампания по сбору средств завершилась в октябре 2013 года, WayForward продолжала принимать платежи по PayPal на своём веб-сайте до 16 декабря 2014 года.

## Игровой процесс
Игра является 2D-платформером с двухмерными спрайтами в трёхмерном окружении. Как и в предыдущих играх серии, игрок контролирует Шантей (англ. Shantae) — девушку-полуджинна, которая может использовать свои волосы в качестве хлыста, а также превращаться в различных животных. Игра разделена на главы, которые игрок может проходить повторно, используя новые способности для открытия секретных проходов.
Отличие от предыдущих частей состоит в том, что игрок сможет управлять наряду с Шантей её врагом — Риски Бутс (англ. Risky Boots), которая вместо сил Шантей использует свои «Tinker-tools». При игре за Риски игра имеет схожую структуру с игрой за Шантей. 23 августа 2014 года игра собрала достаточно денег, чтобы игрокам также стала доступна возможность игры за друзей Шантей — Скай (англ. Sky), Боло (англ. Bolo) и Роттитопс (англ. Rottytops).

## Сюжет
Шантей просыпается среди ночи и выходит наружу. Она исследует город Скаттл-таун (англ. Scuttle Town) и узнаёт о пещере с магическим фонтаном. Она прикасается к воде и оказывается в мире джиннов, где она видит магическую печать из которой пытается вырваться сильное зло. Шантей теряет сознание и снова просыпается в своей кровати.

## Разработка
WayForward Technologies объявили о Shantae: Half-Genie Hero в начале сентября 2013 года, как о первой игре в серии для домашних консолей. Финансирование игры проводилось по принципу краудфандинга на Kickstarter. Изначальной целью являлась сумма в 400 000$, кампания закончилась 4 октября 2013 года собрав более 800 000$. Несмотря на окончание кампании на Kickstarter, WayForward продолжили принимать платежи по PayPal на своём сайте до 16 декабря 2014 года. Изначальная дата выхода была назначена на октябрь 2014 года, но выход был отложен из-за дополнительного финансирования.

## Отзывы и критика
| Сводный рейтинг       | Сводный рейтинг                                                              |
| Агрегатор             | Оценка                                                                       |
| --------------------- | ---------------------------------------------------------------------------- |
| GameRankings          | Switch: 85,00 % PS4: 80,83 % PSV: 84,38 % Wii U: 86,25 % XOne: 76,67 %       |
| Metacritic            | Switch: 82/100 ПК: 76/100 PS4: 81/100 PSV: 82/100 Wii U: 80/100 XOne: 80/100 |
| OpenCritic            | 81/100                                                                       |
| «Критиканство»        | 77/100                                                                       |
| Иноязычные издания    |                                                                              |
| Издание               | Оценка                                                                       |
| Destructoid           | Wii U: 7,5/10                                                                |
| Famitsu               | 33/40                                                                        |
| Game Informer         | PSV: 7,75/10                                                                 |
| GameSpot              | PS4: 8/10                                                                    |
| IGN                   | 8/10                                                                         |
| Nintendo Life         | Switch: · Wii U:                                                             |
| Nintendo World Report | Switch: 9/10 Wii U: 9/10                                                     |
| Pocket Gamer          | Switch:                                                                      |
| USgamer               | PS4:                                                                         |
| XboxAddict            | XOne: 80 %                                                                   |
| Русскоязычные издания |                                                                              |
| Издание               | Оценка                                                                       |
| «НИМ»                 | 7,1/10                                                                       |

Игра была в основном положительно воспринята критиками. Критики особенно отмечали визуальный стиль и дизайн уровней.